# FK Makedonija Gjorče Petrov
FK Makedonija Gjorče Petrov (em macedônio: ФК Македонија Ѓорче Петров) é um clube de futebol de Skopje, capital da República da Macedónia.

## História
Foi fundado em 1932, como H.A.S.K. Foi chamado também de Lokomotiva, Rudar, Industrijalec e  Jugokokta. Passou a se chamar Makedonija Gjorče Petrov em 1989, em homenagem ao revolucionário local Gjorče Petrov, considerado uma figura-chave no movimento nacionalista macedônio.
Manda seus jogos no Gjorče Petrov Stadium, em Skopje, com capacidade para 5.000 torcedores.